# José Manuel Vadillo Hernández
José Manuel de Vadillo Hernández (Cadis, 1774 - 8 de gener de 1858) va ser un polític i escriptor espanyol, ministre durant la minoria d'edat d'Isabel II d'Espanya.

## Biografia
Estudià teologia i dret a Oriola i Sevilla, on es familiaritzà amb les propostes econòmiques d'Adam Smith i Jean-Baptiste Say. En 1810 va ser vocal de la Junta Superior de Cadis i en 1813 cap polític de la província de Jaén. També fou diputat a les Corts de Cadis de 1812 en representació de Cadis. Va ser el primer president de la diputació de Jaén, constituïda en 1813, un any després que es promulgués la Constitució de Cadis.
Va donar suport al pronunciament de Rafael del Riego i fou elegit diputat a les Corts de 1822. Va ser alcalde de Cadis, Conseller d'Estat i Secretari (ministre) del Despatx de la Governació i d'Ultramar (5 d'agost de 1822 - 7 de maig de 1823), a més, va ocupar el càrrec de Secretari d'Estat de forma interina entre el 25 d'abril i el 7 de maig de 1823. Amb l'arribada dels Cent Mil Fills de Sant Lluís hagué d'exiliar-se a Gibraltar i després a París, on va romandre-hi fins a 1830.
Posteriorment fou elegit diputat diputat per Cadis en 1834, 1836, 1841 i 1843 i senador per la província de Jaén entre 1837 i 1839. Va ser ministre de Governació en el primer gabinet d'Espartero l'agost de 1837.

## Obres
- Reflexiones acerca de la Constitución política (1810)
- Cartilla política (1810)
- Escritos presentados al Gobierno español el año de 1809 (Cadis, 1811)
- Reflexiones sobre algunos puntos de la legislación criminal (1814)
- Discurso sobre los medios de fomentar la industria española y contener o reprimir el contrabando (Madrid, 1821)
- Apuntes sobre los principales sucesos que han influido en el actual estado de la América del Sur (París, 1829)
- Breves observaciones sobre libertad y prohibiciones de comercio (Madrid, 1842)
- Sumario de la España económica de los siglos XVI y XVII (Cádiz, 1843)
- Reflexiones sobre la urgencia de remedio a los graves males que hoy se padecen en España por causa de muchas monedas que circulan en ella (Cadis, 1846)
- Concordato de 1851 analizado (Cadis, 1851)
- Indicaciones sobre ferrocarriles españoles (Cadis, 1854).